# Johann Distler

Firmenlogo Distler 1950–1962

Die Metallwarenfabrik Johann Distler KG war ursprünglich ein deutscher Hersteller von Blechspielzeug. 1962 wurde die Produktion in Nürnberg eingestellt. Sämtliche Herstellungsanlagen sowie Markenrechte wurden nach Belgien verkauft.

## Geschichte

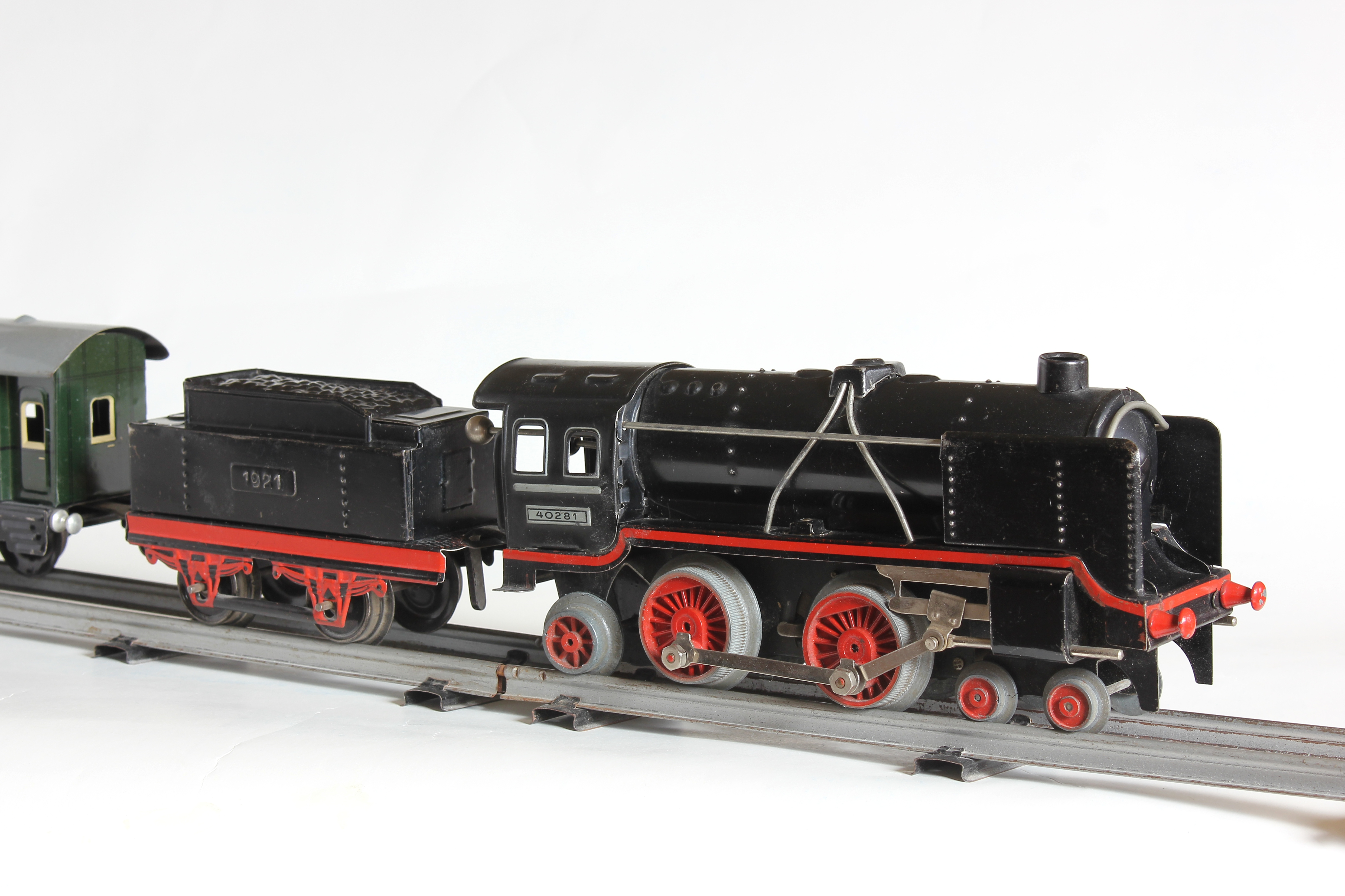
Distler Uhrwerkslokomotive 26 LK, Spur 0, Bj. 1952

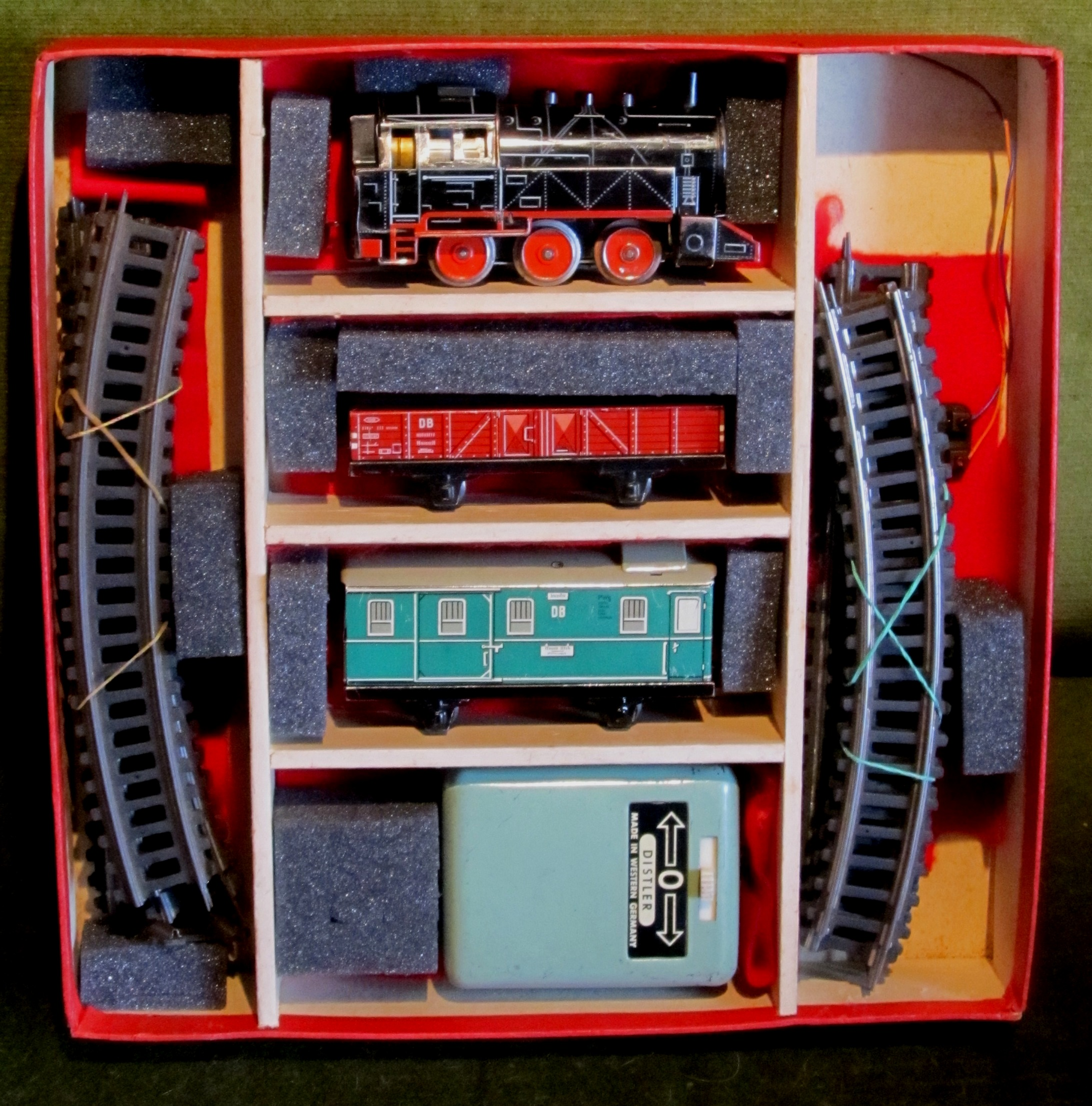
Distler Batteriebahn in Spur 00. Zugpackung Nr. 506, BR 80 Güterzug (Hochbordgüterwagen, Packwagen, 2-achsig) ab 1958

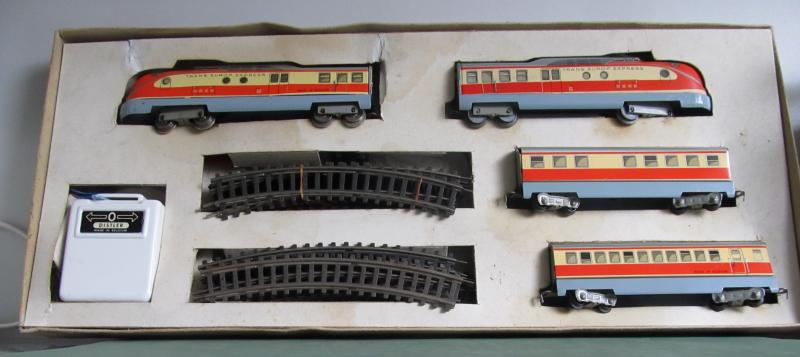
Distler H0 Zugpackung VT 11.5, bereits aus belgischer Produktion

Das Unternehmen wurde 1895 in Nürnberg gegründet. Bis 1914 wurden vorwiegend preiswerte, meist einfache Kleinspielzeuge ohne Antriebsmechanismus fabriziert. 
In den 1920er- und 1930er-Jahren erweiterte Distler seine Produktpalette erheblich und bot nunmehr auch aufwendigere Spielzeuge mit Uhrwerkantrieb an. Besonders erfolgreich waren die Automodelle; daneben wurden auch Flugzeuge, Blecheisenbahnen in der Spurweiten 32 mm (Spur 0) und 16 mm sowie mechanische Figuren hergestellt. Ab 1929 wurden Mickey Mouse-Figuren für den amerikanischen Markt geliefert. In den Jahren zwischen dem Ersten und Zweiten Weltkrieg stieg die Zahl der Distler-Mitarbeiter von 50 auf 120, und das Lieferprogramm umfasste 800 verschiedene Artikel. Ab 1932 tauchen Eisenbahnzubehörteile mit modifizierter Lithographie im Programm auf, die vorher von der Firma Heinrich Fischer & Co., Nürnberg produziert wurden. Im Katalog 1937, nach der Übernahme durch Voelk, wird ein Schnelltriebwagen angeboten, der von der Firma Doll & Co. entwickelt wurde und nun einen geänderten Antrieb als Uhrwerksversion erhielt.
Im Jahr 1936 mussten die jüdischen Besitzer, Frieda und Alfred Beselau und ihr Schwiegersohn Julius Weinschenk unter dem Druck der nationalsozialistischen Enteignungsmaßnahmen ("Arisierung") die Firma Distler an Ernst Voelk verkaufen, der im Mai 1938 auch die VSN – Vereinigten Spielwarenfabriken Nürnberg mit der Marke Trix von den jüdischen Eigentümern um Stefan Bing übernahm. Das Ehepaar Beselau, Julius Weinschenk, seine Frau Adele, geb. Beselau und ihre gemeinsame Tochter Lottie mussten 1939 das Land verlassen. Sie wanderten nach England aus.
Voelk grenzte die beiden Marken mit ihren Sortimenten gegeneinander ab: Während Trix hochwertige Modelleisenbahnen und Metallbaukästen herstellte, sollte Distler das Sortiment mit Modellautos und einfacheren Spielwaren und Blechbahnen nach unten hin abrunden.
Nach dem Zweiten Weltkrieg gelang dem Unternehmen mit dem aus Blech gefertigten Porsche 7500 noch einmal ein Verkaufserfolg: Das von 1955 an produzierte Modell eines Porsche-356-Kabrioletts mit Zündschlüssel und Fernsteuerung mit Drahtspirale (Lenkrad und Zweiganggetriebe mit Rückwärtsgang) ist heute als Sammlerstück äußerst begehrt. Als Antrieb des Automodells diente der von Distler entwickelte doppelt kugelgelagerte Glockenanker-Elektromotor, der dank seines hohen Wirkungsgrads äußerst wenig Strom verbrauchte, sodass sehr lange Laufzeiten erreicht wurden.
In den 1950er Jahren wurden weiterhin einfache Blecheisenbahnen für die Spur H0 gebaut, die vornehmlich in Kaufhäusern und Versandhäusern angeboten wurden. Auch dort kam der im Absatz zuvor bereits erwähnte Hochleistungsmotor (in Sammlerkreisen oft auch als Distler-Motor bezeichnet) zum Einsatz. 
Neben den Bahnen für die Spur H0 fertigte das Unternehmen weiterhin ein kleineres Sortiment für die größere Spur 0. Dabei ist neben den Lokomotiven und Triebwagen mit Uhrwerksantrieb und batteriegespeisten Elektromotoren ein kollektorloser Drehstrommotor hervorzuheben, für den über einen besonderen Transformator ein angenäherter Dreiphasenwechselstrom mit 14 V erzeugt wurde.
Gravierende Marktveränderungen führten Ende der 1950er-Jahre zum Niedergang des Unternehmens, da Distler sich mit seinen höherwertigen Produkten nicht gegen die Konkurrenz größerer Hersteller wie Schuco behaupten konnte, während zugleich billige, unattraktive Spielzeugeisenbahnen mit Uhrwerk- und später auch Batterieantrieb gefertigt werden mussten, die nicht mit dem Trix-Sortiment kollidierten, für die aber keine Nachfrage mehr bestand.

## Distler Toy (Belgien)
1962 wurde die Produktion eingestellt. Die Herstellungsanlagen und Markenrechte wurden nach Belgien verkauft, wo einige Artikel, darunter auch das Porsche-Modell, noch bis 1968 von der neu gegründeten Distler Toys S.A. in Nivelles fabriziert wurden.
Unter dieser Marke wurde auch ein Metallbaukasten Distler Gigant produziert, dessen Bauteile von der Lochanordnung her dem Trix-Metallbaukasten entsprechen, aber in den Längen- und Breitenmaßen verdoppelt sind.